# Marian Szamatowicz
Marian Czesław Szamatowicz (ur. 13 lutego 1935 w Sztabinie) – polski lekarz, ginekolog i położnik, działacz samorządowy, profesor nauk medycznych. W 1987 dokonał pierwszego w Polsce udanego zabiegu zapłodnienia człowieka metodą in vitro.

## Życiorys
W 1960 z wyróżnieniem ukończył studia na Wydziale Lekarskim Akademii Medycznej w Warszawie. Uzyskał dwa stopnie specjalizacji – z położnictwa (1965) i chorób kobiecych (1969). Stopień naukowy doktora nauk medycznych otrzymał w 1965, habilitację obronił w 1972. W 1979 został profesorem nadzwyczajnym. W 1990 otrzymał tytuł naukowy profesora nauk medycznych.
W 1961 został pracownikiem Wojewódzkiego Szpitala Położniczo-Ginekologicznego w Białymstoku, a dwa lata później nauczycielem akademickim w Akademii Medycznej w Białymstoku (przekształconej następnie w Uniwersytet Medyczny w Białymstoku). Od 1972 do 1984 był kierownikiem Zakładu Endokrynologii Ginekologicznej, pełnił funkcję wicedyrektora, a w latach 1984–2000 dyrektora Instytutu Położnictwa i Chorób Kobiecych. Od 1975 do 1981 zajmował stanowisko prorektora ds. klinicznych i kształcenia podyplomowego. W 1984 został kierownikiem Kliniki Ginekologii. AMB a po zmianie statutu uczelni Uniwersytetu Medycznego w Białymstoku. Był członkiem Rady Nauki przy ministrze nauki i szkolnictwa wyższego, kierował jednym z zespołów tematycznych. Podczas kadencji 2011–2014 wchodzi w skład Komitetu Bioetyki Polskiej Akademii Nauk.
W swoim dorobku ma około 200 publikacji naukowych w czasopismach polskich i zagranicznych, poświęconych m.in. endokrynologii ginekologicznej i medycynie rozrodu.

### Działalność polityczna
W okresie PRL członkiem rady krajowej PRON, a także przewodniczącym Prezydium Wojewódzkiej Rady Narodowej w Białymstoku (1984–1990). W 1989 bez powodzenia kandydował do Senatu. W 2009 otwierał jedną z okręgowych list kandydatów do Parlamentu Europejskiego koalicyjnego komitetu Porozumienie dla Przyszłości. W wyborach samorządowych w 2010 z ramienia Sojuszu Lewicy Demokratycznej uzyskał mandat radnego sejmiku województwa podlaskiego IV kadencji. W wyborach w 2014 z powodzeniem ubiegał się o reelekcję jako kandydat Platformy Obywatelskiej. Objął następnie funkcję przewodniczącego sejmiku V kadencji, z której zrezygnował w 2015. W wyborach w 2018 z listy komitetu SLD Lewica Razem bezskutecznie kandydował na radnego sejmiku kolejnej kadencji.

## Odznaczenia i wyróżnienia
- Krzyż Kawalerski, Oficerski, Komandorski (2000)[13] i Komandorski z Gwiazdą (2011)[14][15] Orderu Odrodzenia Polski
- Medal Komisji Edukacji Narodowej
- tytuł doctora honoris causa Akademii Medycznej w Białymstoku (2004)
- tytuł honorowego obywatela Białegostoku (2024)[16]
- „Busola 2003” przyznana przez redakcję „Przeglądu”[17]
- Nagroda Prezesa Rady Ministrów za skuteczne opracowanie metody zapłodnienia pozaustrojowego in vitro (2012)[18]